# Jaume Cruells
Jaume Cruells Folguera, surnommé le « Ricardo Zamora aquatique », né le 11 avril 1906 à Barcelone et mort le 21 juillet 1968 dans cette même ville, est un joueur de water-polo, un nageur et un dirigeant sportif espagnol.

## Biographie
Gardien de but au water-polo au Club Natació Barcelona, il remporte avec son club neuf titres de champion de Catalogne (1922 à 196, 1931, 1934 et 1945) et remporte trois titres de champion d'Espagne (1945, 1947 et 1948). En 1933, il a disputé son 100e match international avec le CNB. Il est aussi le gardien de l'équipe d'Espagne de water-polo aux Jeux olympiques d'été de 1924 à Paris ainsi qu'aux Jeux olympiques d'été de 1928 à Amsterdam, ; il participe aussi au tournoi de water-polo des Championnats d'Europe de natation de 1934 où l'Espagne termine 7e. Ses qualités de gardien de but font qu'il est considéré comme le meilleur gardien du water-polo espagnol dans les années 1920 et il est comparé au grand gardien de football Ricardo Zamora.
Le 24 décembre 1924, il établit le record d'Espagne du 100 mètres dos en 1 min 33 s 2,.
Les conséquences politiques de la Guerre d'Espagne font qu'il est éloigné des bassins et que sa carrière internationale prend fin. Il ne revient vraiment au premier plan qu'après le second conflit mondial, mais pour un temps court, jusqu'à la saison 1947-1948. Malgré tout, alors qu'il s'était proposé pour être le gardien de la sélection espagnole aux Jeux olympiques d'été de Londres en 1948, cela lui est refusé.
Il est président de la Fédération catalane de natation entre 1957 et 1966 et est sélectionneur et entraîneur des équipes de natation et water-polo,.
Il est journaliste pour le Mundo Deportivo puis pour El Noticiero Universal où il tient une chronique de natation,. Il est aussi l'auteur d'ouvrages techniques sur la natation et le water-polo.